# Anna Amélia Vieira Nascimento
Anna Amélia Vieira Nascimento  (Salvador, 4 de maio de 1930 – Salvador, 22 de janeiro de 2014) foi uma historiadora e pesquisadora brasileira, imortal da Academia de Letras da Bahia, cadeira 3. 

## Biografia
Nascida na cidade de Salvador, dia 4 maio de 1930, Anna Amélia era licenciada em história e geografia pela Faculdade de Filosofia, Letras e Ciências Humanas da Universidade Federal da Bahia. 
Foi diretora por duas do Arquivo Público do Estado da Bahia (APB), de 1979  a 1987 e de 1991 a 2002. 
Imortal da Academia de Letras da Bahia cadeira 3, desde 26 de março de 1992, é autora dos seguintes livros:
- Letras de Risco e Carregações no Comércio Colonial da Bahia (Salvador: Centro de Estudos Baianos da Universidade Federal da Bahia, 1977)
- A Quinta do Tanque – um monumento a serviço da cultura da Bahia (Salvador: Gráfica Central, 1980)
- Patriarcado e Religião – As Enclausuradas Clarissas do Convento do Desterro da Bahia 1677 – 1890 (Bahia: Conselho Estadual de Cultura, 1994) [1][4][3][2][5]

Morreu em Salvador aos 83 anos de idade, no dia 22 de janeiro de 2014. 